# Kała (rejon rutulski)
Kała (ros. Кала) – wieś w Rosji, w Dagestanie, w rejonie rutulskim. W 2010 liczyła 408 mieszkańców, głównie Rutulów.